# Anatolij Ėjngorn
Anatolij Nikolaevič Ėjngorn (in russo Анато́лий Никола́евич Эйнго́рн?; Simbirsk, 29 ottobre 1919 – San Pietroburgo, 1º marzo 2003) è stato un pallavolista e allenatore di pallavolo sovietico.
Giocava nel ruolo di schiacciatore-laterale.

## Carriera

### Giocatore
Discendente di un'antica famiglia nobile (suo padre proveniva da una famiglia di tedesco-russi mentre sua madre era figlia del generale russo Von Tiesenhausen e nipote dell'ammiraglio inglese), inizia a giocare a pallavolo alternandolo agli studi.
A 19 anni, approda allo Spartak Leningrado, con cui vince due campionati sovietici. Arruolatisi nell'esercito per via dell'inizio della campagna di Russia nella Seconda guerra mondiale, ritorna in campo nel 1946, giocando per il Dom Oficerov Leningrado con cui otterrà ottimi piazzamenti senza però riuscire a vincere il titolo.
Con la nazionale vince la medaglia d'oro al Festival Mondiale della Gioventù e degli Studenti e il primo campionato mondiale organizzato.
Si ritira dalla pallavolo giocata alla fine del 1950.

### Allenatore
Dal 1951 inizia la carriera di allenatore, facendo da vice a Anatoly Chinlin, nella nazionale sovietica maschile per due anni. Dal 1953 diventa primo allenatore della nazionale sovietica femminile, con cui vince l'oro al Festival Mondiale della Gioventù e degli Studenti.
Dal 1954 inizia ad allenare lo Spartak Leningrado e, un anno dopo contemporaneamente, diventa il primo allenatore della nazionale sovietica maschile con cui vince l'oro al Festival Mondiale della Gioventù e degli Studenti e vince due medaglie di bronzo al campionato mondiale e al campionato europeo.
Dal 1958 diventa il primo allenatore dello SKIF Leningrado. Nel frattempo, allenando la selezione femminile di Leningrado, vince una medaglia d'oro e una d'argento alle Spartachiadi dei Popoli dell'Unione Sovietica.
Ritiratosi, nel 1963, dall'attività di allenatore, scrisse molti testi sulla pallavolo che son serviti di ispirazione per altri famosi allenatori come Yasutaka Matsudaira (con cui scrisse anche un libro, oltre che essere suo grande amico) e Vjačeslav Platonov.
Muore a San Pietroburgo il 1º marzo 2003.

## Palmarès

### Giocatore

#### Club
- Campionato sovietico: 2

1938, 1939

#### Nazionale (competizioni minori)
- - Festival Mondiale della Gioventù e degli Studenti 1947

### Allenatore

#### Nazionale (competizioni minori)
- - Festival Mondiale della Gioventù e degli Studenti 1953
- - Festival Mondiale della Gioventù e degli Studenti 1957
- - Spartachiadi dei Popoli dell'Unione Sovietica 1959
- - Spartachiadi dei Popoli dell'Unione Sovietica 1963